# Kazimierz Meredyk
Kazimierz Stanisław Meredyk – polski ekonomista, profesor nauk ekonomicznych.

## Życiorys
Jest absolwentem Uniwersytetu Warszawskiego, w 1973 r. obronił pracę doktorską, w 1978 r. otrzymał stopień doktora habilitowanego. W 1996 r. uzyskał tytuł profesora nauk ekonomicznych. Pracował na Uniwersytecie w Białymstoku.
Jest zatrudniony na stanowisku profesora w Wschodnioeuropejskiej Akademii Nauk Stosowanych w Białymstoku.